# Förbandsfabriken

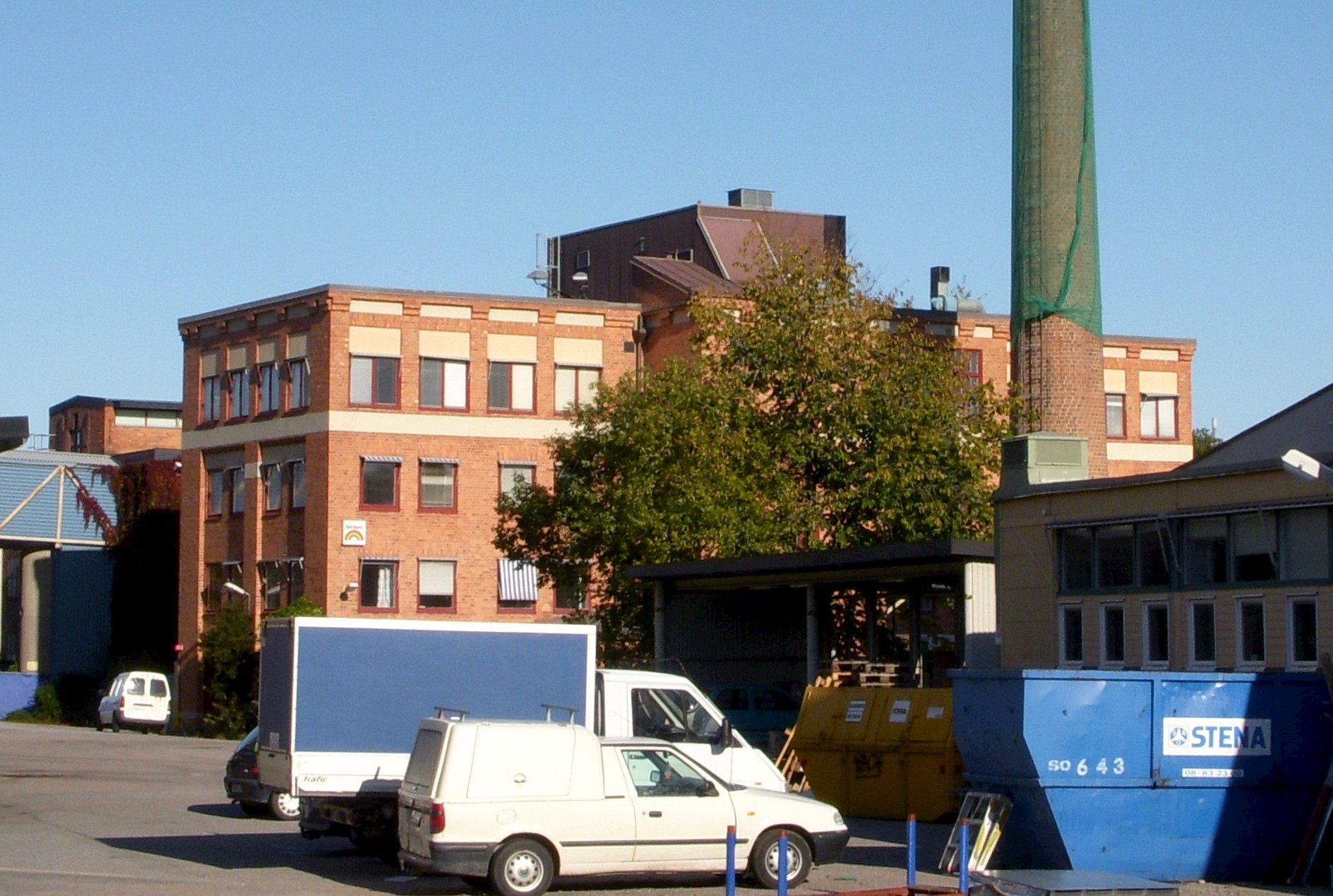
Förbandsfabriken, oktober 2009.

Förbandsfabriken är en industrifastighet från 1916 i kvarteret Lövholmen i stadsdelen Liljeholmen i södra Stockholm. Byggnaden är grönmärkt av Stadsmuseet i Stockholm vilket innebär ”att byggnaden representerar ett högt kulturhistoriskt värde och är särskilt värdefulla från historisk, kulturhistorisk, miljömässig eller konstnärlig synpunkt”.

## Historik

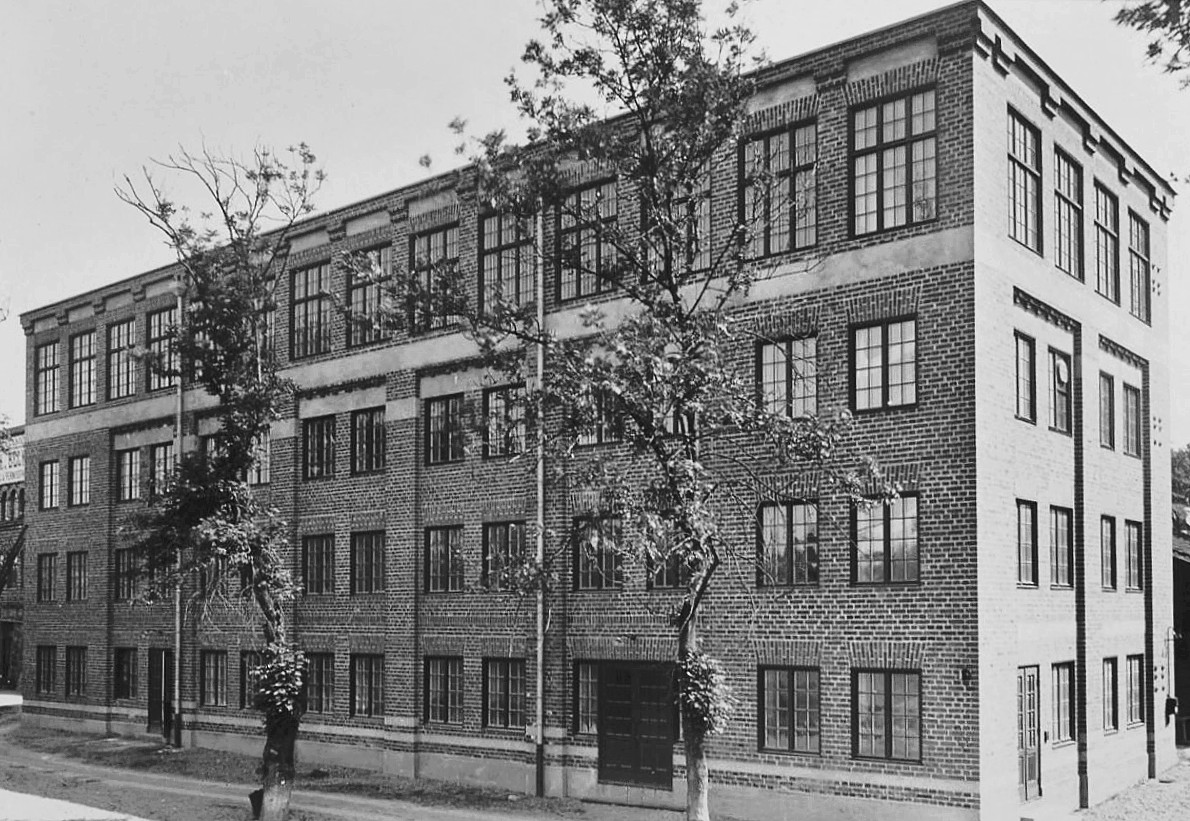
Byggnaden 1916.

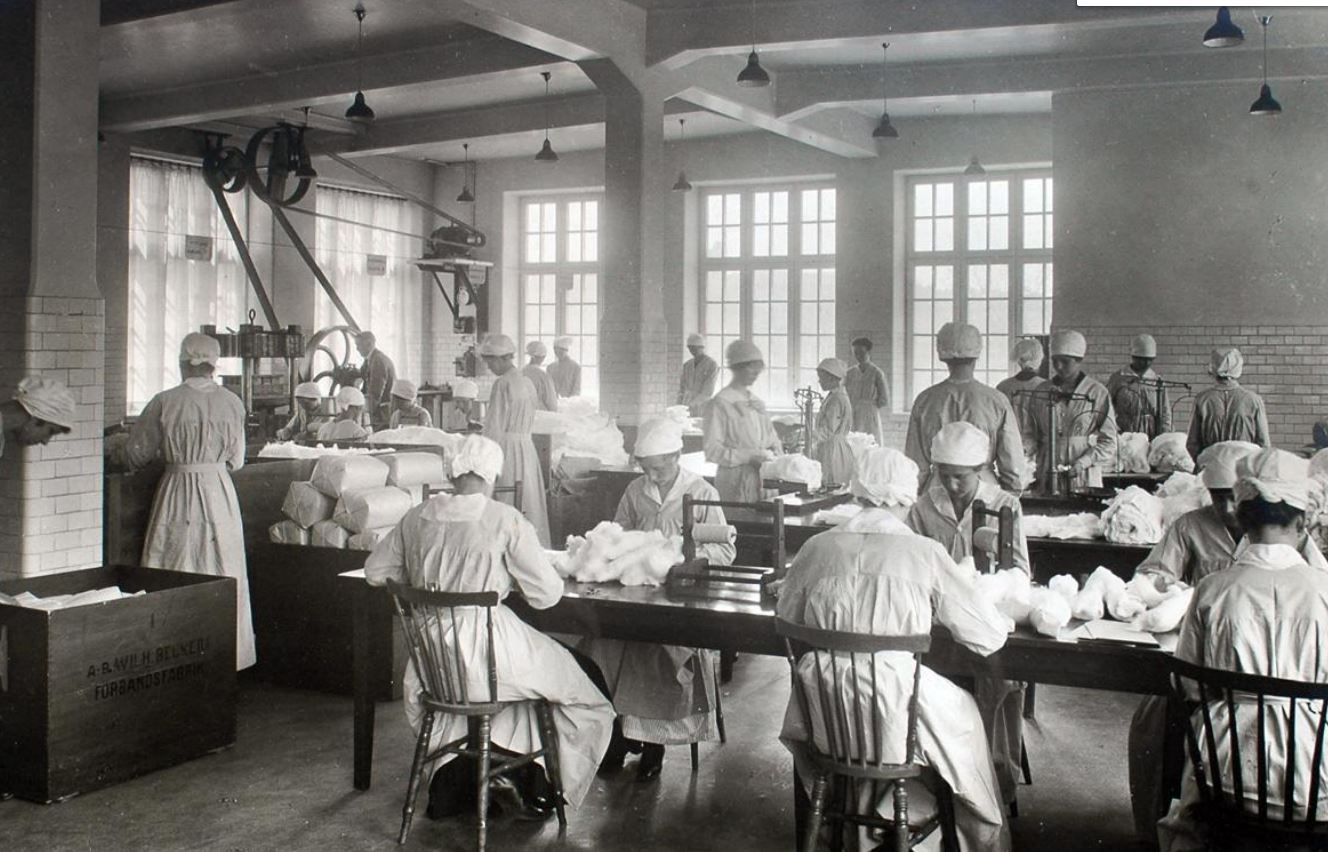
Förbandsfabriken interiör.

Husets fasader ritades av arkitekt Carl-Robert Lindström, för resten stod AB Industribyrån med dess chef för byggnadsavdelningen överingenjör Theodor Anton Bergen. Byggnaden uppfördes i fyra våningar av Kreuger & Toll. Den översta våningen rymde en tillverkningslokal medan de tre första våningarna inrymde lager- och expeditionslokaler. Byggnadens insida är idag kraftigt moderniserad medan fasaden bevarar mycket av den ursprungliga karaktären.
Byggnaden uppfördes för färgföretaget AB Wilh. Becker i samband med första världskriget för att tillgodose den ökade efterfrågan på förbandsmaterial. Fabriken var en del av företagets stora anläggning i kvarteret Lövholmen. Vid samma tid uppfördes ett huvudkontor vid Lövholmsvägen i liknande arkitektur som också är bevarad.
År 2006 såldes byggnaden av dåvarande ägaren, Tikkurila Oyj, till Skanska Nya Hem. Därefter uthyrdes lokalerna som kontor. Fabriken är en av de äldre industribyggnaderna som kommer att bevaras i Lövholmen som för närvarande (2020) är föremål för ett omfattande stadsutvecklingsprojekt och håller på att förvandlas från det sista centrala industriområdet i Stockholm till ett nytt bostadsområde. Idag ägs fastigheten av Skanska.